# Paradelphomyia (Oxyrhiza) vumbensis
Paradelphomyia (Oxyrhiza) vumbensis is een tweevleugelige uit de familie steltmuggen (Limoniidae). De soort komt voor in het Afrotropisch gebied.